# Antillattus gracilis
Antillattus gracilis är en spindelart som beskrevs av Bryant 1943. Antillattus gracilis ingår i släktet Antillattus och familjen hoppspindlar. Inga underarter finns listade i Catalogue of Life.